# Timberlake (Virginia)
Timberlake is een plaats (census-designated place) in de Amerikaanse staat Virginia, en valt bestuurlijk gezien onder Campbell County.

## Demografie
Bij de volkstelling in 2000 werd het aantal inwoners vastgesteld op 10.683.

## Geografie
Volgens het United States Census Bureau beslaat de plaats een oppervlakte van
23,0 km², waarvan 22,8 km² land en 0,2 km² water.

## Plaatsen in de nabije omgeving
De onderstaande figuur toont nabijgelegen plaatsen in een straal van 24 km rond Timberlake.